# Порошок (поэзия)
Порошок — малый поэтический интернет-жанр, появившийся в 2011 году как разновидность стихов-пирожков, но с течением времени сложившийся в самостоятельную поэтическую форму. 

## История
Первые порошки принадлежат Алексею Соловьеву (автору с псевдонимом Соловей). Под воздействием произведений конца XX века, принадлежащих группе Mindless Art Group, группа молодых начинающих авторов «Альтернативная песочница» начала проводить эксперименты с последней, четвертой строкой пирожка, в результате чего традиционная пирожковая форма претерпела изменения. Данная форма была унаследована от конкретного экспромта и представляла собой широкое поле для экспериментов:

В плену аборигенов стонет

Отважный Леонард Кокто

Ему засовывают в ноздри

Пальто.
— Mindless Arts Group
Название новому поэтическому интернет-явлению было придумано в ходе мозгового штурма. Сохранилось созвучие с прародителем жанра, а также прослеживалась отсылка к фармакологии, что особенно важно ввиду известности ресурса Mindless Arts Group как сборника творчества душевнобольных людей.
За счет лаконичной формы, злободневной тематики и несомненного остроумия сочинителей порошки получили широкое распространение в интернете. Существуют ресурсы, на которых активно публикуются новые образцы данного жанра: (Порошки Архивная копия от 7 ноября 2017 на Wayback Machine), многочисленные группы в разных социальных сетях.
В 2013 г. вышел первый печатный сборник наиболее удачных порошков: «Порошки. Паэтический блокбастер: серия новейшей русской поэзии» (Буквоед Архивная копия от 21 марта 2016 на Wayback Machine). Он включает в себя произведения родоначальников, основателей жанра и самых популярных авторов.
В 2017 г. авторы, объединившись под руководством Александра Разгадаева, выпустили сборник «Порошки без рецепта».

## Жанровые особенности
Ввиду новизны «пирожково-порошкового» явления исследователи еще не пришли к единому мнению о том, как же его назвать: «креативная деятельность», «упражнение в остроумии», «одно из направлений нонсенса и абсурда», «юмористические стихотворные жанры», «сетевая ироническая поэзия», «жанр интернет-фольклора» и т. д.
Помимо несомненного родства с пирожками прослеживается влияние на порошки и японских хокку, и лимериков, и «гариков», и одностиший В. Вишневского. Отмечается близость к фольклору за счет схожести с частушкой (четырехстрочная структура) и за счет анонимности.
Но у порошков есть жанровые особенности, которые и отличают их от непосредственного прародителя и от ряда других родственных жанровых образований. Порошки имеют четырехстрочную (катренную) форму с обязательным усечением четырехстопного ямба в последней строке. Количество слогов при этом равно 9-8-9-2 соответственно (по 9 слогов в первой и третьей строках, 8 — во второй, 2 — в заключительной). Важное условие — обязательная рифмовка между второй и четвертой строками.
Как и в «пирожковой» форме, в порошках недопустимо использование прописных букв и знаков препинания. В части орфографии авторы апеллируют к «Проекту 1964 года» (Грамота Архивная копия от 30 октября 2017 на Wayback Machine) и стараются максимально приблизить написание слова к его звучанию:

лежит арбуз манящ прохладен

заносишь нож едва дыша

а это гэмэо крыжовник

из сша
— oless

я обожаю целовацца

бывает стану влюблена

и всё целуюсь и целуюсь

одна
— Chrinstinct
Тематика порошков актуальна, авторы чутко реагируют на происходящие в обществе события. Но функция данного интернет-жанра состоит не столько в обозначении насущных проблем, сколько в их юмористическом обыгрывании. Нередко комический эффект создается за счет использования прецедентных феноменов (имена, тексты, высказывания, ситуации и т. д.):

интеллигент интиллегенту

по роже дал розенталём

и попросил быть грамотнее

при ём
— svirt
За счет частного повторения и использования в порошках появились свои узнаваемые персонажи, воспринимаемые как обезличенные и максимально типичные: олег, оксана, зухра и т. д.

в соревнованиях по йоге

олег потея и сипя

на радость всем заткнул за пояс

себя
— мюс
Благодаря интонационному выделению именно последняя строка чаще всего содержит неожиданную языковую игру, некую развязку:

умчи меня в страну оленью

лесной олень ну или лось

щас вспоминаю эту песню

сбылось
— Каркас